# Biblioteca y Archivo Central del Congreso Nacional
La Biblioteca y Archivo Central del Congreso Nacional (BACCN), denominada oficialmente desde agosto de 2024 como Biblioteca del Congreso de la Nación Augusto Roa Bastos, es una institución pública paraguaya, dependiente del Congreso Nacional. Su misión principal es preservar, organizar y difundir el acervo bibliográfico y documental del Poder Legislativo, promoviendo la cultura jurídica y parlamentaria del país.

## Historia
La BACCN fue creada por la Ley N.º 3436, promulgada el 7 de enero de 2008, con el propósito de garantizar la disponibilidad y utilidad de los materiales a través de su adquisición y preservación, estableciendo sistemas de acceso y recursos humanos para proveer servicios de investigación y estudios según las necesidades de los miembros del Congreso Nacional y sus asesores.

## Ubicación e infraestructura
El edificio de la BACCN se encuentra en el centro histórico de Asunción, sobre la continuación de la loma Cavará, en el barranco entre la plaza Comuneros y la franja costera. Su diseño arquitectónico fue producto de un concurso convocado por el Congreso Nacional en 2010, cuyo ganador fue el arquitecto Carlos Jiménez.
El edificio cuenta con los siguientes espacios:
- Subsuelo: estacionamiento para 48 vehículos, áreas técnicas, mantenimiento, seguridad y servicios sanitarios.
- Planta baja: acceso público, sala de lectura general, biblioteca central, área de lectura infantil, hemeroteca, talleres y servicios sanitarios.
- Primer piso: salas multimedia, de internet e investigación, oficinas administrativas, archivo central de ambas cámaras legislativas, auditorio para 151 personas, cafetería y servicios sanitarios.
- Azotea: terraza técnica con acceso público desde la plaza.

## Servicios
Entre los servicios ofrecidos por la BACCN se incluyen:
- Acceso libre al acervo bibliográfico-documental
- Hemeroteca física y digital;

- Salas de lectura, investigación y multimedia
- Actividades culturales, presentaciones de libros y seminarios;

- Publicación de obras vinculadas a la historia parlamentaria y política del país.

## Denominación

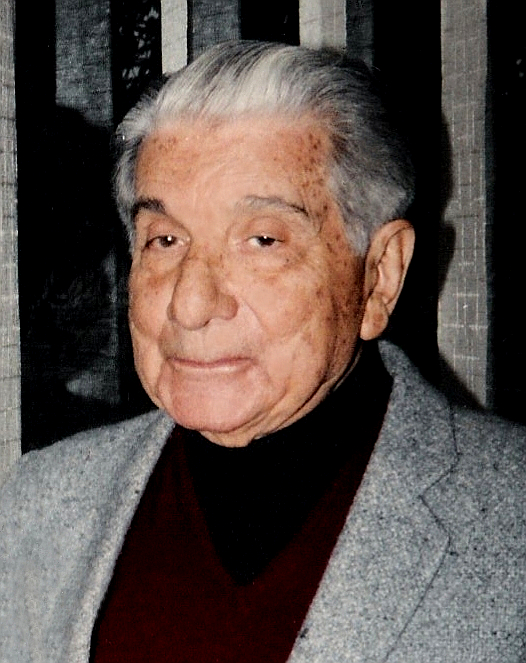
Augusto Roa Bastos.

En agosto de 2024, la institución fue renombrada oficialmente como Biblioteca del Congreso de la Nación Augusto Roa Bastos, en homenaje al escritor paraguayo y Premio Cervantes, Augusto Roa Bastos, como reconocimiento a su legado cultural y literario.